# Eponina breyeri
Eponina breyeri là một loài bọ cánh cứng trong họ Cerambycidae.